# Sarah Winstedt
Sarah Mary Josephine Winstedt (geb. Sarah Mary Josephine O’Flynn; * 4. April 1886 in Sixmilebridge, County Clare; † 9. September 1972 in Havant, Hampshire, England) war eine irische Medizinerin und Pionierin der Kindermedizin in British Malaya.

## Biographie
Sarah O’Flynn erhielt ihre schulische Ausbildung in Konventen in Irland und Frankreich. 1912 graduierte sie in Medizin an der Universität von Edinburgh und begann eine Tätigkeit als geburtshilfliche Assistentin am Royal Free Hospital in London. Sie war eine militante Unterstützerin der Kampagne für das Frauenwahlrecht, nahm an Demonstrationen teil und war mit den Pankhursts befreundet. Einmal wurde sie verhaftet, als sie versuchte, gemeinsam mit anderen Suffragetten das britische Parlament zu stürmen und verlangte, den Premierminister zu sprechen.
Im Jahr 1913 besuchte Sarah O’Flynn einen Kurs an der London School of Tropical Medicine und erhielt klinische Unterweisung in Tropenkrankheiten in den Krankenhäusern der  Seamen’s Hospital Society. Anschließend trat sie in den Colonial Medical Service ein und wurde nach British Malaya geschickt.
Dort lernte sie Malaiisch zu sprechen und war Berichten zufolge am Aufbau eines der ersten Krankenhäuser für Frauen beteiligt. Die Mehrheit ihrer Patientinnen und Patienten war arm und lebte in abgelegenen Gegenden. Um sie zu behandeln, fuhr sie mitunter bis zu 20 Meilen mit dem Fahrrad, wanderte durch den Dschungel und überflutete Reisfelder und verbrachte Nächte in Kampongs. Sie  entwickelte eine neue Methode zur Diagnose von Milzrissen bei Malariakranken und war eine der ersten, die eine moderne Säuglingspflege auf dem malaysischen Land einführte.
1916 kehrte Sara O’Flynn für fünf Jahre nach Großbritannien zurück und diente während des Ersten Weltkriegs beim Royal Army Medical Corps auf Malta, in Thessaloniki und im Militärhospital Fort Pitt. 1921 reiste sie wieder nach Malaysia. Dort heiratete sie im selben Jahr den britischen Kolonialbeamten und Orientalisten Richard Winstedt; die Ehe blieb kinderlos. Sie trat in die chirurgische Abteilung des Singapore General Hospital (SGH) ein, wo sie sich einen guten Ruf erwarb. 1932 eröffnete das SGH die erste Kinderstation Singapurs, und Sarah Winstedt wurde zu ihrer zur Leiterin ernannt.
Nachdem ihr Mann zum Berater der Regierung des Sultanats von Johor ernannt worden war, zog sich Sarah Winstedt 1933 aus dem SGH zurück, um ihn bei seinen gesellschaftlichen Verpflichtungen zu unterstützen. Sie schrieb eine Reihe von Lehrbüchern über Tropenhygiene für die Grundschule; diese Bücher waren noch 1961 im Druck. Auch richtete sie die erste Kinderabteilung im Allgemeinen Krankenhaus von Johor Bahru ein. 1935 kehrten sie und ihr Mann Richard nach England zurück, wo sie im Marie Curie Hospital in Hampstead arbeitete. Sie starb 1972 im Alter von 86 Jahren, sechs Jahre nach ihrem Ehemann. In einem Nachruf des British Medical Journey wurde sie als „hell, lebhaft, außergewöhnlich“ beschrieben, eine Person, die das Leben aller, die sie kannten, glücklicher gemacht habe.
2014 wurde Sarah Winstedt in die Singapore Women’s Hall of Fame aufgenommen.